# Слепой метод
Слепо́й ме́тод — процедура проведения исследования реакции людей на какое-либо воздействие, при котором испытуемые не посвящаются в важные детали проводимого исследования. Метод применяется для исключения субъективных факторов, которые могут повлиять на результат эксперимента.
Двойной слепой метод заключается в том, что не только испытуемые, но и экспериментаторы остаются в неведении о важных деталях эксперимента до его окончания. Двойной слепой метод исключает неосознанное влияние экспериментатора на испытуемого, а также субъективизм при оценке экспериментатором результатов эксперимента.

## Применение
Слепой метод получил широкое распространение при проведении медицинских испытаний. Для получения объективных результатов пациенты делятся на две группы; одна группа получает новое лекарство, а другая, контрольная, получает плацебо, либо, если контрольная группа не может обойтись без лечения, контрольная получает препарат с доказанной эффективностью, а вторая этот же препарат + исследуемый. При этом пациенты не знают, кто из них находится в контрольной группе. Таким образом исключается так называемый «эффект плацебо», который заключается в том, что состояние пациента может улучшиться просто из-за того, что он думает, что принимает эффективное лекарство (в среднем это происходит у 5-10 % пациентов), а также исключает влияние эффекта ноцебо (ложных побочных эффектов, когда пациент испытывает воображаемые негативные симптомы). Хотя такой метод повышает объективность исследования, он не исключает субъективной оценки состояния пациента врачом, проводящим исследование. В случае применения двойного слепого метода врачи, непосредственно участвующие в испытании, тоже не знают, кому из пациентов они дают лекарство, а кому плацебо.
Применение метода не ограничивается медициной, он может и должен применяться в любых случаях, когда испытуемый или экспериментатор могут осознанно или неосознанно повлиять на результат. Например, достаточно очевидно, что при проведении экспертной оценки какого-либо проекта, эксперт, для сохранения объективности, не должен знать, от кого исходит предложение. Однако, организаторы тендера также могут повлиять на результат, выбрав определённого эксперта для оценки определённого проекта. Поэтому важно, чтобы этот выбор также осуществлялся вслепую.
Двойной слепой метод используется также для научной проверки заявлений о паранормальных способностях, таких, как способность читать мысли или определять цвет предметов без помощи зрения (кожно-оптическое восприятие).
Классическим примером того, как субъективный фактор привёл к ложной интерпретации результата эксперимента, является история с открытием Рене Блондло неких физических «N-лучей» в 1903 году, которые, по словам Блондо, усиливали способность глаз видеть слабоосвещённые предметы. Роберт Вуд посетил лабораторию, и Блондло, демонстрируя свои опыты Вуду, утверждал, что наблюдает на себе действие лучей, хотя Вуд перед экспериментом незаметно вынул из спектроскопа алюминиевую призму.

## Трудности в реализации
Психолог Ирвинг Кирш утверждает, что в реальных клинических исследованиях все принципы двойного слепого метода очень часто не соблюдаются в должной мере. Активные психотропные препараты часто сравнивают с инертным плацебо: пустышкой, которая не создает побочных эффектов. По наличию или отсутствию побочных эффектов люди часто способны правильно догадаться, принимают они настоящий препарат или плацебо.
Кирш предлагает использовать в клинических исследованиях активное плацебо вместо инертного. Активное плацебо создает различимые неблагоприятные эффекты, которые немного похожи на воздействие настоящего препарата. Поэтому пациентам будет сложнее догадаться, что они принимают настоящий препарат, а не плацебо.